# Rogozębokształtne
Rogozębokształtne (Ceratodontiformes) – rząd ryb mięśniopłetwych (Sarcopterygii) z podgromady dwudysznych (Dipnoi). W zapisie kopalnym znane od triasu, spotykane na wszystkich kontynentach. Do czasów współczesnych przetrwały jedynie 3 rodzaje z 6 gatunkami.
W obrębie tego rzędu wyróżniane są rodziny obejmujące gatunki współcześnie żyjące:
- Lepidosirenidae – płazakowate
- Protopteridae – prapłetwcowate
- Neoceratodontidae – rogozębowate

oraz wymarłe:
- †Arganodontidae
- †Ceratodontidae
- †Asiatoceratodontidae

Płazakowate i prapłetwcowate były wyodrębniane w osobnym rzędzie Lepidosireniformes (prapłaźcokształtne), w późniejszych analizach filogenetycznych przesuniętym do rangi podrzędu Lepidosirenoidei.